# Perversion Story
Pour les articles homonymes, voir Perversion (homonymie) et Machination.
Pour plus de détails, voir Fiche technique et Distribution.
Perversion Story alias La Machination (Una sull'altra) est un giallo italo-franco-espagnol réalisé par Lucio Fulci et sorti en 1969.
Il s'agit du premier giallo de son réalisateur, qui avait auparavant réalisé des comédies avec Franco et Ciccio et des clips musicaux. C'est un giallo érotique, avec des scènes lesbiennes entre Marisa Mell et Elsa Martinelli, et contrairement aux gialli ultérieurs du réalisateur, il ne comporte pas de scènes chocs, mais il est structuré comme un film policier classique. Il est librement inspiré par Sueurs froides d'Alfred Hitchcock.

## Synopsis
George Dumurrier est un riche médecin qui dirige une clinique avec son jeune frère Henry. Il laisse les soins de sa femme Susan, asthmatique et acariâtre, à sa sœur Marta et à une infirmière. Il entretient une liaison avec Jane, l'assistante personnelle de Larry, un photographe branché. Bien que très amoureuse de George, Jane est fataliste quant à l'avenir de leur relation.
George et Jane quittent la ville pour un séjour romantique à Reno. Mais en entrant dans un casino de la ville, George reçoit un appel téléphonique d'Henry, lui annonçant que Susan est morte lors d'une violente crise d'asthme. De retour dans sa somptueuse maison de San Francisco, George est réconforté par Henry, mais accablé par l'hostilité de Marta, qui a toujours désapprouvé le mariage de George avec sa sœur. Cependant, une police d'assurance d'un million de dollars laissée par Susan constitue un bonus opportun pour l'entreprise commerciale endettée de George. Un agent d'assurance commence à suivre George, découvre sa liaison avec Jane et fait part de ses soupçons à l'inspecteur Wald, de la police locale.
Pendant ce temps, un renseignement anonyme conduit George et Jane au Roaring Twenties, un club de strip-tease sur le thème des années folles. Ils y sont tous deux étonnés par l'apparence de Monica, une strip-teaseuse qui, bien qu'étant une blonde luxuriante, ressemble étrangement à Susan. George est attiré par elle et s'engage bientôt dans une liaison qui tient à la fois de la curiosité et de la séduction volontaire. Lorsque la police, qui le suit, arrête Monica, elle leur dit qu'elle a été payée pour se faire passer pour Susan par une femme se faisant appeler Betty. Monica, comme le découvre la police, est depuis peu un personnage populaire parmi les prostituées de luxe de la ville. Elle a un client riche et dévoué, Benjamin Wormser, avec qui elle entretient une passion sans espoir. Lorsque Benjamin apprend l'arrestation de Monica, il se présente au poste de police pour payer sa caution exorbitante, mais il découvre bientôt qu'elle a déjà été libérée par quelqu'un dont la police ne veut pas lui dévoiler l'identité.
Lors d'une perquisition menée par l'inspecteur Wald dans l'appartement de Monica, la police découvre une enveloppe contenant de l'argent. Lorsque les empreintes digitales de George sont retrouvées sur l'enveloppe, la police l'arrête et l'accuse d'avoir assassiné sa femme pour toucher l'assurance-vie. Monica disparaît, et George est jugé, reconnu coupable et condamné à mort. Quelques mois plus tard, à la veille de l'exécution de George, son frère Henry lui rend visite. Dans l'intimité d'une salle d'interrogatoire, Henry jubile et révèle tout ce qui s'est passé : Susan et lui ont mis au point tout ce complot pour le faire disparaître et récupérer l'argent de l'assurance pour eux seuls. Monica est en réalité Susan depuis le début et a simulé sa propre mort pour l'accuser. Après le départ d'Henry, George tente d'obtenir un sursis en informant son avocat des propos d'Henry. Mais malgré une enquête de dernière minute menée par l'inspecteur Wald, George ne parvient pas à se disculper. Seule Jane continue de croire en son innocence, mais elle est tenue en échec par Larry.
Le jour arrive où George est emmené de sa cellule à la chambre à gaz pour être exécuté, clamant toujours désespérément son innocence. Au dernier moment, un téléphone sonne et le gouverneur de l'État ordonne l'arrêt de l'exécution. Un télex arrive au bureau local du FBI et est transmis aux autorités de la prison. Par un coup du sort, la police française de Paris informe les autorités américaines que Susan et Henry ont été abattus dans un café local par Benjamin Wormser, jaloux et éconduit.

## Fiche technique
- Titre original : Una sull'altra (litt. « L'une sur l'autre »)
- Titre français : Perversion Story ou La Machination[1]
- Réalisation : Lucio Fulci
- Scénario : Lucio Fulci, Roberto Gianviti et José Luis Martínez Mollá d'après une histoire de Lucio Fulci et Roberto Gianviti
- Direction artistique :
- Décors : Pier Luigi Basile
- Costumes : Lucia Mirisola
- Photographie : Alejandro Ulloa
- Montage : Ornella Micheli
- Musique : Riz Ortolani
- Production : Edmondo Amati
- Sociétés de production : Empire Films, Les Productions Jacques Roitfeld, Trébol Films
- Pays :  Italie /  Espagne /  France
- Langue : italien
- Format : couleur (Technicolor) - 35 mm - 1,85:1 - son mono
- Genre : policier érotique
- Durée : 97 minutes (107 min. en version intégrale)
- Dates de sortie :
  - Italie : 15 août 1969
  - Espagne : 25 novembre 1969
  - France : 21 août 1970
- Classification : 
  - France : interdit aux moins de 12 ans

## Distribution
- Jean Sorel : Docteur George Dumurrier
- Marisa Mell : Susan Dumurrier / Monica Weston
- Elsa Martinelli : Jane Bleeker
- Alberto de Mendoza : Henry Dumurrier
- John Ireland : Inspecteur Wald
- Riccardo Cucciolla : Benjamin Wormser
- Bill Vanders : Agent d'assurance
- Franco Balducci : Officier Loveday
- Giuseppe Addobbati : Brent
- Felix de Fauce : Responsable de la Royal Assurance
- Jesús Puente : Sergent Rodriguez
- Georges Rigaud : Arthur Mitchell
- Jean Sobieski : Larry
- Faith Domergue : Marta / Martha
- Adolfo Celi : M. Bernard (images d'archives)
- Janet Ågren : La jeune femme cherchant un médicament
- Lucio Fulci : Le graphologue

## Production
Avant Perversion Story, le réalisateur et scénariste Lucio Fulci avait surtout travaillé sur des comédies avec Franco et Ciccio. Le passage au cinéma giallo a été un grand changement pour Fulci, et il se peut qu'il ait simplement voulu tâté en dilettante d'un genre émergent et populaire,. Le film a été écrit dans le sillage du succès de L'Adorable Corps de Deborah de Romolo Guerrieri.
De nombreux critiques ont affirmé qu'il était inspiré du chef-d'œuvre d'Alfred Hitchcock, Sueurs froides. Cette conviction était renforcée par l'accroche du film, qui indiquait : « Questo film comincia dove Hitchcock finisce » (litt. « Ce film commence là où Hitchcock finit »). Fulci et son collègue scénariste Roberto Gianviti ont collaboré ensemble sur un certain nombre de films, dont Au diable les anges, Le Venin de la peur, Croc-Blanc, Le Retour de Croc-Blanc et L'Emmurée vivante.
Il a fallu un an pour l'écrire, car ils n'arrivaient pas à trouver un rebondissement convaincant pour la fin. Gianviti a eu l'idée du fuseau horaire, mais l'histoire devait initialement se dérouler en France. Fulci et Gianviti se sont alors mis d'accord pour déménager l'intrigue du film aux États-Unis. Ils ont proposé le changement de décor au producteur Edmondo Amati, qui a accepté parce qu'il était en train d'y tourner le film Perversion d'Alberto De Martino. Il a décidé de travailler sur le film de Fulci par défaut. Finalement, l'œuvre de Fulci a pourtant rapporté beaucoup plus que le film de De Martino. Fulci a travaillé avec deux assistants réalisateurs sur le film, Mario Castellani et Albino Cocco, tandis que Vittoria Vigorelli tient le poste de scripte. Le futur producteur oscarisé Gray Frederickson, connu plus tard pour ses collaborations avec Francis Ford Coppola, a servi de régisseur général du film.
Une grande partie du film a été tournée en extérieur à San Francisco, Reno, San Luis Obispo et Sacramento ; cependant, des plans intérieurs ont été tournés en Italie. La production a commencé le 2 décembre 1968 et a duré huit semaines. La scène de la chambre à gaz du film a été tournée dans la chambre à gaz de la prison d'État de San Quentin en Californie.

## Exploitation
Perversion Story est sorti en Italie le 15 août 1969, et a enregistré 2,8 millions d'entrées, rapportant environ 869 millions de lires et plaçant le film au 39e rang du box-office Italie 1969-1970. Plusieurs versions du film existent ; la version italienne non coupée, Una sull'altra, a une durée de 108 minutes. La plupart des copies doublées en anglais ont une durée de 103 minutes, avec des coupes dans les scènes érotiques du film et dans plusieurs plans d'ensemble en extérieur, tandis que la version française, a une durée de 97 minutes en raison de la suppression de scènes d'exposition et du maintien des scènes érotiques,,,. La version sous-titré en français, avec au choix une piste audio en italien ou en anglais, a été publiée en DVD par Severin Films dans un coffret de deux disques contenant également un CD de la bande originale du film.
Le 2 janvier 2018, Mondo Macabro a annoncé qu'il sortirait le film dans sa « forme la plus longue et la plus complète » sur Blu-ray au cours de l'année. Le distributeur a sorti son Blu-ray en édition limitée, constituée d'un tirage de 1 000 exemplaires, le 28 août par correspondance sur son site internet. Cette édition, présentée dans une version non coupée de 108 minutes avec des pistes audio italienne et anglaise, a été restaurée à partir du négatif original (avec des scènes supplémentaires fournies par une copie 35 mm). Les bonus inclus sont la bande-annonce du film, des entretiens avec Sorel, Martinelli et Stephen Thrower, biographe de Fulci, une jaquette illustrée par Justin Coffee, une pochette intérieure réversible reproduisant les affiches italiennes et françaises du film, un livret de 12 pages contenant un essai du critique Roberto Curti, ainsi que des reproductions miniatures de cartes d'exposition allemandes et d'une affiche du film. Un Blu-ray au détail, qui ne comprend pas la couverture, la pochette réversible, le livret ou les cartes d'exposition, est sorti le 13 novembre.

### Accueil critique
Le critique Olivier Père juge que Perversion Story est un excellent thriller morbide : « Le titre [original] L'une sur l’autre ne renvoie pas seulement à une situation scabreuse, mais surtout à la superposition de deux images féminines incarnées par la même actrice, la lascive Marisa Mell. Il faudra la perspicacité d’une troisième femme, maîtresse du faux coupable, pour dénouer le fil de l’intrigue et découvrir l’invraisemblable vérité, que le spectateur cinéphile aura eu l’occasion de deviner avant elle ».
FilmTv.it note que « l'histoire n'est pas très réaliste, mais elle est assez captivante. Célèbre scène lesbienne entre Marisa Mell et Elsa Martinelli ».
Parmi les critiques anglo-saxons, Donald Guarisco de AllMovie, a estimé que le film était « un exemple mémorable du travail de [Lucio Fulci] », notant qu'il « n'est pas aussi magistral que les meilleurs gialli d'Argento ou de Mario Bava, mais Una sull'altra est une sortie digne et bien conçue que les amateurs du genre trouveront impressionnante ». Le film a été cité comme un précurseur thématique des films ultérieurs Basic Instinct et Body. Ian Jane, écrivant pour DVD Talk, a attribué au film quatre étoiles sur cinq, le qualifiant de « giallo bien fait avec de grands rebondissements, une intrigue solide et de belles prestations ». Jane a comparé le film à Liz et Helen, un film antérieur que Fulci avait co-écrit pour Riccardo Freda. Le film a été décrit comme contribuant à l'émergence du cinéma giallo comme un genre de plus en plus érotique à la fin des années 1960 et au début des années 1970.